# Крепость Тангермюнде
Частично сохранившаяся средневековая крепость в городе Тангермюнде, федеральная земля Саксония-Анхальт, Федеративная республика Германия, расположена к северу от центра города на высоком берегу реки Эльба.
Крепость была основана около 925 года маркграфом из рода Асканиев с целью осуществления пограничного контроля в месте слияния реки Тангер с Эльбой, на границе со славянскими землями. Первое письменное упоминание о крепости найдено в летописи епископа Титмара Мерзебургского за 1009 год. В X—XI веках крепость была имперской резиденцией, где останавливались императоры Священной Римской империи. Здесь же взималась таможенная пошлина за пересечение Эльбы.
В XIII веке под стенами крепости возник город Тангермюнде. В 1370-х годах император Карл IV объявил крепость своей второй резиденцией. Рассчитывая сделать Тангермюнде столицей центральных провинций Германии, он значительно укрепил и расширил крепость и основал в ней часовню. Однако планы Карла IV не были поддержаны его преемниками, в результате крепость стала административным центром Альтмарка и Пригница. До 1488 года курфюрсты Бранденбурга имели здесь свою резиденцию, однако она не пользовалась популярностью и постепенно приходила в запустение. 
В 1640 году в ходе Тридцатилетней войны крепость была сожжена шведскими войсками.
Лишь в начале XX века была произведена историческая реконструкция памятника. В настоящее время сохранена часть стен крепости с башнями, ворота, крепостной ров, центральная жилая башня и донжон. В здании, построенном на фундаменте главного укрепления, сейчас расположена гостиница «Schlosshotel Tangermünde», двор крепости служит террасой отеля.